# Psychotria ankafinensis
Psychotria ankafinensis är en måreväxtart som först beskrevs av Karl Moritz Schumann, och fick sitt nu gällande namn av Aaron Paul Davis och Rafaël Herman Anna Govaerts. Psychotria ankafinensis ingår i släktet Psychotria och familjen måreväxter. Inga underarter finns listade i Catalogue of Life.